# Giorgio Ferrini
Giorgio Ferrini (Trieszt, 1939. augusztus 18. – Torino, 1976, november 8.) Európa-bajnok olasz labdarúgó, középpályás.

## Pályafutása

### Klubcsapatban
A Ponziana csapatában kezdte a labdarúgást. 1955-ben került a Torino korosztályos csapatához. 1958-ban került az első csapathoz, ahol rögtön egy idényre kölcsönadták a Varese együttesének. 1959-ben visszatért a Torinohoz és 1975-ig a klub labdarúgója volt. A csapattal két olasz kupa győzelmet ért el (1968, 1971). 1975-ben fejezte be az aktív labdarúgást és a csapatnál maradt segédedzőnek. 1976. november 8-án 37 évesen ütőértágulat következtében hunyt el.

### A válogatottban
Tagja volt 1960-as római olimpián részt vevő válogatottnak, amellyel negyedik helyezést ért el. 1962 és 1968 között hét alkalommal szerepelt az olasz válogatottban. Részt vett az 1962-es chilei világbajnokságon, ahol a Chile elleni botrányos mérkőzésen a 12. percben piros lapot kapott, de nem volt hajlandó a pályát elhagyni ezért végül rendőri intézkedéssel távozott a pályáról. 1968-ban Európa-bajnok lett a válogatottal.

## Sikerei, díjai
Olaszország
- Olimpiai játékok
  - 4.: 1960, Róma
- Európa-bajnokság
  - aranyérmes: 1968, Olaszország

 Torino
- Olasz kupa (Coppa Italia)
  - győztes: 1968, 1971